# 스컨소프 유나이티드 FC
스컨소프 유나이티드 FC(영어: Scunthorpe United F.C.)은 잉글랜드 링컨셔주 스컨소프를 연고로 하는 풋볼 리그 1 소속 축구팀이다. "The Iron"라는 별칭으로 불리는 그들은 전통적으로 적포도주색과 청색으로 된 홈 유니폼을 사용하였다. 1988년부터 글랜퍼드 파크에서 홈 경기를 하고 있다. 전통적인 라이벌은 그림스비 타운, 헐 시티, 동커스터 로버스가 있다. 링컨셔 주 지역에서 유일하게 풋볼 리그에 소속된 클럽이기도 하다.
1899년에 창립되어, 1912년에 프로로 전향하였고, 1950년에 풋볼 리그에 가입되었다. 1958-64 시즌 동안 2부 리그에 있었지만, 거의 대부분의 기간을 3,4부 리그에서 보냈다. 그 후 2007-08, 2009-11 총 세 시즌을 2부 리그에서 보냈고, 다시 풋볼 리그 1으로 강등되었다.
최근, 젊은 유망주들의 육성으로 명성을 얻고 있다. 빌리 샤프, 마틴 패터슨, 게리 후퍼등으로 백만 파운드 이상의 이적료를 받았다. 또한, 재정을 신중하게 운용하는 클럽으로도 유명하다. 잉글랜드 상위 네 리그(프리미어리그와 풋볼 리그)에 있는 팀 중 부채가 없는 것으로 알려진 세 팀 중 하나이다.
2015-16 시즌을 리그 7위로 마감하여 리그 6위까지 진출할 수 있는 승격 플레이오프에 진출하지 못했으나 2016-17 시즌은 리그 3위로 마감하여 승격 플레이오프에 진출하였다. 3위 스컨소프는 6위 밀월FC와 플레이오프 준결승전에서 맞붙었다. 1차전 어웨이 경기에서는 0 대 0으로 끝났지만 2차전 홈경기에서 2 대 3으로 패하여 2017-18 시즌에도 리그 1에 참가하게 되었다.

## 역사

### 초창기
스컨소프 유나이티드는 1899년 설립되었다. 1910년 지역 라이벌인 린지 유나이티드를 합병하여 스컨소프 앤 린지 유나이티드가 되었으며, 1912년에 미들랜드 풋볼 리그에 가입하였다. 1921년에 풋볼 리그 가입에 실패한 후 1926-27시즌과 1938-39시즌에 미들랜드 풋볼 리그에서 우승을 거두었다.
제2차 세계 대전이 끝난 후, 스컨소프 앤 린지는 기회가 있을 때마다 풋볼리그에 가입 신청을 하였다. 1947-48시즌엔 미들랜드 풋볼 리그의 준우승을 거머쥐었고, 1950년에 풋볼리그가 확장되면서 워킹턴 AFC, 위건 애슬래틱 FC등과 함께 가입이 승인되었다. 가입 후 풋볼 리그 3 북부 디비전에서 가진 첫 경기의 상대는 슈루즈버리 타운이었다.
스컨소프는 힐스버러의 셰필드 웬즈데이 FC보다도 4년 빨리 캔틸레버 스탠드를 설치한 최초의 잉글랜드 클럽이였다.

### 새 구장

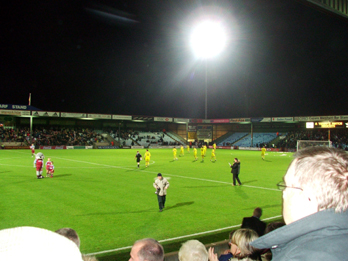
글랜퍼드 파크

1988년에 스컨소프 유나이티드는 잉글랜드 최초의 현대식 경기장인 글랜퍼드 파크(Glanford Park)로 이전하였다.
브래드퍼드 시티 경기장 화재사건을 계기로 도입된 새로운 안전 규정을 준수하고 올드 쇼 그라운드(Old Show ground)의 건축 구조를 유지하기 위해선 상당한 투자가 필요할 것이 분명했다. 그러나 구단 재정이 어려웠으므로, 대신 구장을 옮기기로 결정하였다. 이에 경기장 부지는 세이프웨이(현재의 세인즈버리즈(Sainsbury's))에 처분되었고, 새로운 지역을 물색하였다.
부지는 글랜포드 주에 확보되었고, 이는 스컨소프 경계 밖에 경기장이 위치하게 되는 것이었다. (다만, 1994년에 지방 행정구역 조정으로 스컨소프 주와 글랜포드 주가 노스링컨셔 주로 통합되었다.)
이 당시, 지원받은 기금이 없었기 때문에, 건설 비용에 옛 경기장 판매 대금과 후원 계약, 임원들의 대출금, 은행 대출금을 쏟아부었다. 그럼에도 외부 투자 유치가 충분하지 못했기 때문에, 글랜퍼드 파크는 상자 모양의 비교적 단순한 모양에, 기존 구장보다 현저하게 적은 수용인원으로 건설되었다. 구장의 이름은 후원 계약을 한 글랜포드 주에서 따왔다.

### 클럽의 흥망
1992년, 클럽은 웸블리에서 열린 3부 리그 승격을 건 플레이오프 결승전에서 블랙풀과 만났지만, 결국 승부차기에서 지고 말았다.
클럽은 1999년에 다시 승격 플레이오프 결승전에 진출하였고, 이때 만난 레이튼 오리엔튼과의 경기에서 알렉스 칼보가르시아의 결승골에 힘입어 1-0으로 승리하였다. 그러나 이듬해 승격한 3부 리그에서 단 1시즌도 못 버티고 다시 4부 리그로 강등되고 말았다.
2004/05시즌, 리그 2 준우승을 차지하여, 강등 5년 만에 다시 3부리그인 리그 1로 승격하였다. 그리고 승격 2년째인 2006/07시즌엔 리그 1의 우승컵을 차지함으로써 43년 만에 챔피언십 리그에 다시 모습을 드러내었다.
2007/08 단 한 시즌만을 보내고 다시 리그 1으로 강등되었다. 그러나 이듬해 리그 4위로 승격 플레이-오프에 진출 최종 승리하여 강등 1년 만에 다시 2부리그 승격하였다.
3시즌을 챔피언쉽에 잔류에 성공하나 마지막해인 10/11 시즌에 결국 강등이 결정되고만다. 그리고 불행은 계속되어 12/13 시즌에도 강등이 결정됨에 따라 13/14 시즌에 풋볼리그2인 4부리그에서 2위를 기록하며 다시 3부리그인 풋볼리그1에서 14/15시즌을 보내고 16라운드를 치른 현재 21위에 랭크되어있다.

## 참여 리그
- 챔피언십 리그 : 1958–64, 2007–08, 2009–11
- 잉글랜드 리그 1 : 1950–58, 1964–68, 1972–73, 1983–84, 1999–2000, 2005–07, 2008–09, 2011–13
- 잉글랜드 리그 2 : 1968–72, 1973–83, 1984–99, 2000–05, 2013-

## 성과
- 3부 리그 북부: 우승 (스컨소프 & 린지 유나이티드 당시)
  - 1957–58
- 4부 리그: 4위 (승격)
  - 1971–72, 1982–83
- 3부 리그 (4부 리그): 플레이-오프 승리 (승격)
  - 1999-98
- 리그 2 (4부 리그): 준우승
  - 2004–2005
- 리그 1 (3부 리그): 우승
  - 2006–2007
- 리그 1 (3부 리그): 플레이-오프 승리 (승격)
  - 2008–2009

## 스텝
- 구단주 : Peter Swann
- 감독 : Graham Alexander
- 수석 코치 : Nick Daws
- 플레잉 코치 : Andy Dawson
- 골키퍼 코치 :Paul Musselwhite
- 체력 코치 :Alex Dalton
- 유소년 코치 :Tont Daws

## 라이벌
스컨소프의 라이벌은 그림스비 타운과 헐 시티, 링컨 시티, 던캐스터 로버스 등이 있다.
헐과 스컨소프 사이의 경기는 주로 Humber Derbies로 언급 되는데, 그 이유는 두 팀이 험버강 양쪽에 각각 위치하고 있기 때문이다.
링컨셔 주의 팀들은 정기적으로 링컨셔 주 시니어 컵을 가진다.

## 기록

### 관객수
최다 관중 (Old Showground)
- 23,935 v 포츠머스, FA 컵 4라운드. 1954년 1월 30일

최다 관중 (Glanford Park)
- 9,077 v 맨유, 리그 컵, 2010년 9월 22일[3]

역대 최고 성적 : 2부 리그 4위 (1961–62)
역대 최저 성적 : 4부 리그 24위 (1974–75)

### 득점
기록적인 승리
- 8–1 v 루튼 타운, 3부 리그, 1965년 4월 24일 Team: – Sidebottom, Horstead, Hemstead, Smith, Neale, Lindsey, Bramley (1), Scott, Thomas (5), Mahy (1), Wilson (1).

- 8–1 v 토키 유나이티드, 4부 리그, 1995년 10월 28일 Team: – Samways, Housham, Wilson, Ford (1), Knill (1), Hope (Nicholson), Thornber, Bullimore (Walsh), McFarlane (4) (Young), Eyre (2), Paterson.

기록적인 패배
- 0–8 v 칼아일 유나이티드, 3부 리그 1952년 11월 25일 Team: – Malan, Hubbard, Brownsword, McGill, Taylor, Bushby, Daley, Haigh, White, Whitfield, Mosby

### 이적
최고 이적료 지출
1. Rob Jones – 하이버니언으로부터 £700,000
2. Martin Paterson – 스토크 시티로부터 £425,000
3. Kevan Hurst – 셰필드 유나이티드로부터 £200,000
4. Steve Torpey – 브리스톨 시티로부터 £175,000
5. [[David Mirfin]]– 허더스필드 타운으로부터 £125,000-£175,000
6. Martyn Woolford – 요크 시티로부터 £125,000
7. Billy Sharp – 셰필드 유나이티드로부터 £100,000

최고 이적료 수입
1. Gary Hooper – £2,400,000에 셀틱으로
2. Billy Sharp – £2,000,000에 셰필드 유나이티드로
3. Martin Paterson – £1,000,000에 번리로, will raise by £300,000 depending on future appearances
4. Andy Keogh – £800,000에 울버햄프턴 원더러스로
5. Neil Cox – £400,000에 아스톤 빌라로
6. Chris Hope – £250,000에 질링엄으로

FA컵 승부차기 기록
2014-15 시즌 스컨소프는 내셔널리그 소속 우체스터 시티와의 FA컵 경기에서 정규시간과 연장전을 포함하여 승부가 나지않아 경기는 승부차기로 들어섰다. 스컨소프는 승부차기에서 18 대 17로 우체스터 시티를 꺾고 동시에 FA컵 최다 승부차기 기록을 세웠다.

## 유니폼 역사
| 시즌      | 유니폼 공급처    |
| --------- | ---------------- |
| 1975–1976 | Admiral          |
| 1976–1979 | Bukta            |
| 1979–1982 | Adidas           |
| 1982–1983 | Hobott           |
| 1983–1985 | Umbro            |
| 1985–1989 | Hobott           |
| 1989–1990 | Scoreline        |
| 1990–1992 | Ribero           |
| 1992–1996 | Alan Ward Sports |
| 1996–2000 | Mizuno           |
| 2000–2001 | Super League     |
| 2001–2004 | TFG Sports       |
| 2004–2010 | Carlotti         |
| 2010–     | Nike             |

| 시즌      | 스폰서           |
| --------- | ---------------- |
| 1983–1985 | Scunthorpe E.Z.  |
| 1987–1994 | Brikenden        |
| 1994–1998 | Pleasure Island  |
| 1998–2000 | Motek            |
| 2001–2005 | HL Mercedes Benz |
| 2005–2007 | Hartfords Jeep   |
| 2007–     | Rainham Steel    |

## 여성 축구
Scunthorpe United L.F.C.는 여성 축구 클럽으로, 북부 연합 여성 축구 리그에 참여중이다. 스컨소프 유나이티드 F.C와 제휴 관계이다.

## 마스코트
스컨소프 유나이티드의 공식 팀 마스코트는 'the Scunny Bunny' 와 'the Scunny Hunny Bunny'이며, 선수들과 같은 자홍색과 푸른색의 유니폼을 입는다.

## 선수 명단

### 현역
참고: FIFA 자격 규정에 따라 소속된 국가대표팀 국기를 표시합니다. 선수는 복수의 FIFA 비회원국 국적을 가지고 있을 수 있습니다.
| 번호 | 포지션 | 국적              | 이름            |
| ---- | ------ | ----------------- | --------------- |
| 4    | DF     | 아일랜드          | 맥심 쿠오군     |
| 14   | MF     | 남아프리카 공화국 | 칼튼 유배주오누 |

| 번호 | 포지션 | 국적 | 이름 |
| ---- | ------ | ---- | ---- |

## 역대 감독
| 감독          | 임기        |
| ------------- | ----------- |
| 나이젤 앳킨스 | 2006 ~ 2010 |